# Francisco Sánchez de la Fuente
Francisco Sánchez de la Fuente (Arxidiòcesi de Sevilla, ? - Còrdova, setembre de 1498) o simplement Francisco de la Fuente, va ser un religiós andalús, bisbe d'Àvila (1493-1496) i de Còrdova (1496-1498), i un dels primers membres de la Santa Inquisició.
Va estudiar cànons a la Universitat de Salamanca, on fou membre del Col·legi de San Bartolomé. Segons González Dávila va prendre els hàbits sacerdotals el 4 de juny de 1458. Fou provisor i canonge de la catedral de Zamora, el 1483 fou escollit com un dels primers inquisidors de la Inquisició de Toledo, nomenat per l'inquisidor general Tomás de Torquemada. Fou jutge inquisidor de Ciudad Real entre 1483 i 1485. Com a membre de la Inquisició, va estar present a Sevilla el 1484, on es van formular les constitucions de govern del tribunal, llavors era racioner a Sevilla, un càrrec que permutà per una canongia a Salamanca. Després fou degà de la catedral de Toledo i l'any 1492 va ser el primer degà de Granada. A partir de 1488, a causa de l'avançada edat de Torquemada, que havia dut a terme un govern del tribunal molt personalista, es va donar més protagonisme al Consell, del qual Sánchez de la Fuente en formava part, de fet Innocenci VIII va donar poder als monarques per escollir col·laboradors o un successor a l'inquisidor general, però el canvi tardà en produir-se. El 1494, Alexandre VI justificà el nomenament de quatre inquisidors com a col·laboradors per vellesa de Torquemada.
Ben considerat pels Reis Catòlics, el 1493 va ser nomenat bisbe d'Àvila. L'any següent fou enviat com a ambaixador a França per tal d'arribar a una concòrdia amb Carles VIII sobre la restitució dels estats del Rosselló i de la Cerdanya, i segons Zurita, les capitulacions van ser jurades pel monarca a Tours el 9 de gener de 1493 de mans de Sánchez de la Fuente. L'ambaixada durà uns anys, els monarques en agraïment a la seva feina a França després va ser promogut a la seu de Còrdova, on va morir el setembre de 1498. El càrrec el va combinar amb els inquisitorials, al costat dels col·laboradors de l'inquisidor general. Sembla que la seva mort va causar tristesa en Isabel la Catòlica que, segons González Dávila i Gomez Bravo, vessà llàgrimes en saber la noticia.